# Darius Urbonas
Darius Urbonas (* 26. Mai 1974 in Kėdainiai) ist ein litauischer Verwaltungsrechtler und Politiker, seit 2017 Vizeminister des Inneren.

## Leben
Nach dem Abitur  absolvierte Darius Urbonas 2000 das Bachelorstudium des Rechts an der Lietuvos teisės akademija und 2002 das Masterstudium des Rechts an der Lietuvos teisės universitetas in Vilnius.
Im Dezember 2007 promovierte er über quasi-Gerichte  (zum Thema Kvaziteisminių institucijų jurisdikcinė veikla, taikant administracines sankcijas) an der Mykolo Romerio universitetas.
1994–2002 war Darius Urbonas Inspektor und Leiter einer Stelle im Polizeikommissariat der Stadtgemeinde Kaunas.
2011–2014 arbeitete er als Jurist in der Anwaltskanzlei „Čerka ir partneriai“. 2014–2016 war er Richter im Kreisgericht Kaunas. 2011–2015 lehrte er als Dozent an der  Vytauto Didžiojo universitetas und ab 2010 an der Mykolo Romerio universitetas. 2016 war er Berater am Policijos departamentas.
Seit 2017 ist er Vizeminister, Stellvertreter des Innenministers Eimutis Misiūnas im Kabinett Skvernelis.
Darius Urbonas ist verheiratet und hat zwei Söhne sowie eine Tochter.
Darius Urbonas spricht englisch und russisch.